# Odo Bujwid
Odo Feliks Kazimierz Bujwid, né le 30 novembre 1857 et mort le 26 décembre 1942, est un bactériologiste et espérantiste polonais. Il est le père de la bactériologie en Pologne.

## Biographie

### Jeunesse
Odo Bujwid nait le 30 novembre 1857 à Vilnius, alors dans l’Empire russe, de Feliks Bujwid et Berta Bujwidowa, née Dan. Il est l’ainé d’une fratrie de quatre enfants, issue d’une famille noble ruinée. Son père, fonctionnaire du gouvernement, participe à l’insurrection de janvier 1863 et est arrêté,. En 1866, persécutée pour les actions du père, la famille déménage à Varsovie, et vit dans des conditions de grande pauvreté,,. Il étudie à l’école primaire et au collège de Varsovie.
En 1872, ses parents meurent et sa famille se trouve dans une situation encore plus précaire,. À l’âge de 15 ans, Odo Bujwid doit travailler pour subvenir à ses besoins et ceux de ses deux petites sœurs,. Pour ce faire, il donne des cours particuliers,.
Au lycée, Odo Bujwid s’intéresse à l’œuvre de Ludwig Büchner, un philosophe allemand. Ses lectures l’amènent à rejeter les pratiques religieuses catholiques, sans toutefois abandonner le christianisme. Il adopte un mode de vie aux principes moraux stricts, en hissant le travail sur un piédestal et en méprisant la paresse ou les pertes de temps.
En 1873, Kazimierz Klimontowicz, un ami de son père, l’engage pour qu’il donne des cours à sa fille. C’est dans ce contexte qu’il rencontre Kazimiera Klimontowicz, qu’il épouse 15 ans plus tard. Il se lie rapidement d’amitié avec la fillette, plus jeune que lui de 10 ans, et lui transmet ses idées et ses convictions politiques. Kazimiera Klimontowicz applique les préceptes de manière plus extrême encore, en rejetant complètement la religion, ce qui mène à un malentendu spirituel entre eux.

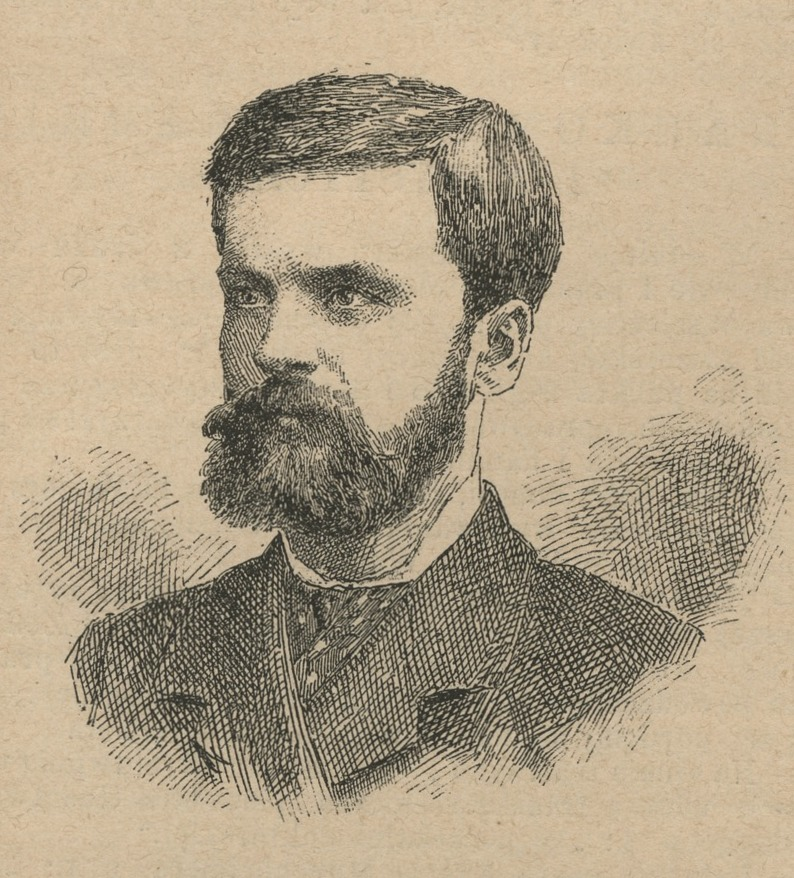
Gravure de Odo Bujwid datée de 1886.

### Études
Entre 1878 et 1879, Odo Bujwid rejoint la faculté de médecine de l’université de Varsovie,. Étudiant sérieux et talentueux, il se spécialise en microbiologie, nouvelle discipline en vogue en ces temps.
Odo Bujwid y rencontre Louis-Lazare Zamenhof, futur initiateur de l’espéranto, qui étudie également la médecine,. Ils étudient ensemble pendant quatre ans, entre 1881 et 1885. Il est possible qu’ils soient devenus amis et que Louis-Lazare Zamenhof ait aiguisé chez Odo Bujwid un intérêt pour les langues internationales.

### Carrière universitaire
Odo Bujwid  étudie ensuite la bactériologie avec Robert Koch, à Berlin,. En 1885, il fonde à son domicile le premier laboratoire de bactériologie de Pologne,. Il effectue un stage chez Louis Pasteur, à Paris. En 1885, il améliore la procédure de préparation du remède de Koch et le renomme en « tuberculine ».
En 1886, il fonde à Varsovie le premier institut d’inoculation antirabique de Pologne, également le premier institut hors de France. Il y développe les premiers vaccins antirabiques de Pologne. Il organise également des cours de bactériologie pour les médecins polonais.
En 1886, il épouse Kazimiera Klimontowicz, qu’il connait depuis longtemps et qui est une féministe et journaliste polonaise,. Ils auront ensemble six enfants.
Entre 1886 et 1890, il travaille comme assistant à l’université de Varsovie. Il est directeur du laboratoire de bactériologie de Saint-Pétersbourg entre 1890 et 1892, puis de celui d’Odessa entre 1892 et 1893. En 1893, il déménage à Cracovie, alors en Autriche-Hongrie. Il enseigne à l’université Jagellonne de Cracovie et y dirige la chaire de bactériologie et d’hygiène jusqu’en 1920, avec une pause durant la Première Guerre mondiale,. Il y crée le laboratoire de production de sérums et de vaccins.
Il passe tout le reste de sa carrière universitaire à Cracovie, durant laquelle il écrit environ 400 articles scientifiques – dont 200 en bactériologie – en polonais, français, allemand, russe et espéranto,. Il voyage fréquemment pour assister à de nombreux congrès scientifiques.

### Espéranto

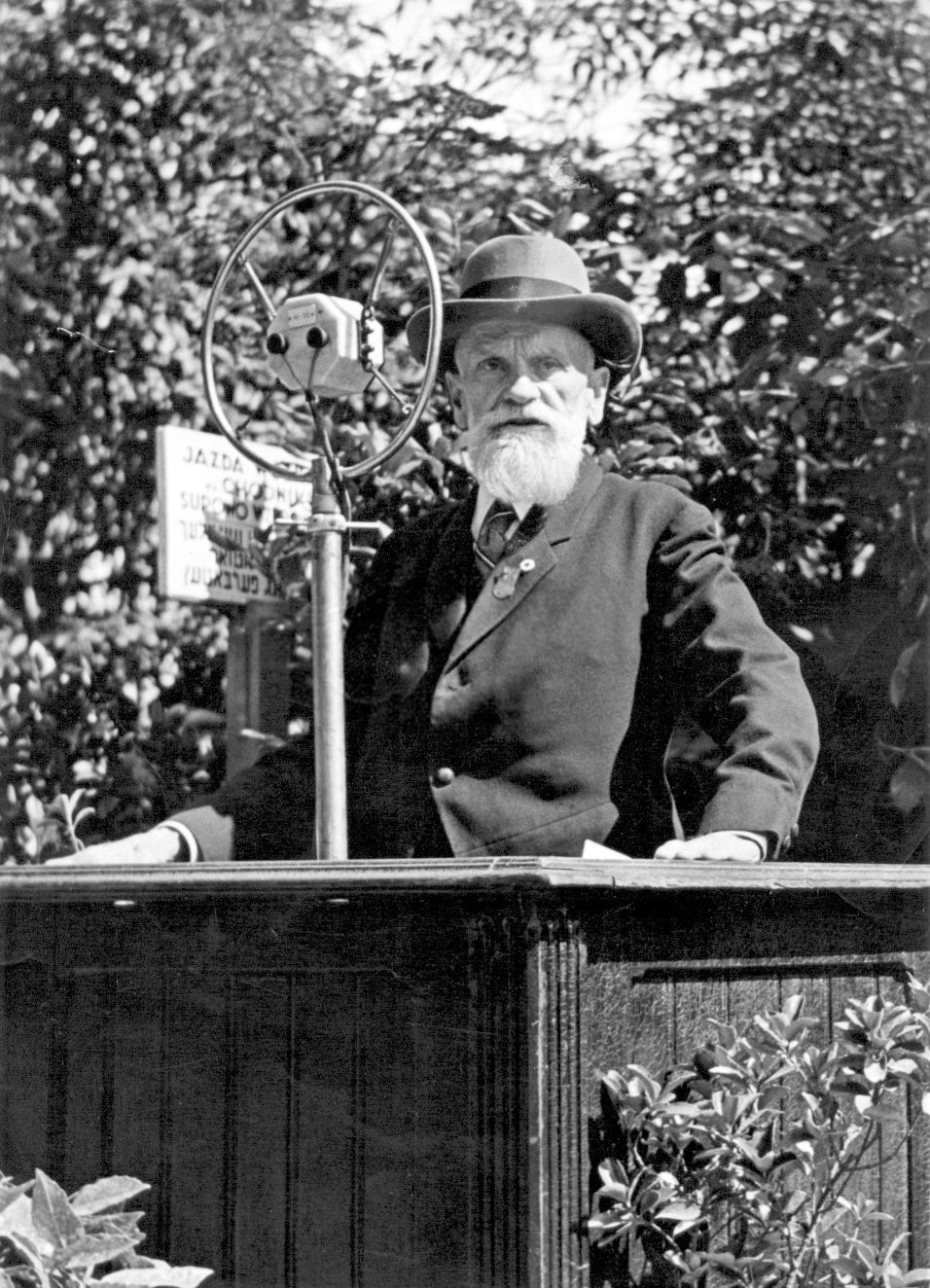
Odo Bujwid prononçant un discours lors du congrès universel d’espéranto de 1937.

Il participe aux affaires sociales de Cracovie, avec une approche active et progressiste, étant rotarien et franc-maçon,. Au début des années 1930, il est conseiller du président de Pologne. Il crée l’association d’amitié entre la Pologne et la Yougoslavie. Il s’oppose à la consommation d’alcools et de tabac.
Il meurt le 26 décembre 1942 à Cracovie, occupée depuis 1939 par le Troisième Reich,.